# Nashville 500 1962
Nashville 500 1962 var ett stockcarlopp ingående i Nascar Grand National Series (nuvarande Nascar Cup Series) som kördes 5 augusti 1962 på den 0,5 mile (804,672 meter) långa ovalbanan Nashville Speedway i Nashville i Tennessee. Totalt avverkades 250 miles (402,336 km) fördelat på 500 varv. Banunderlaget var asfalt. Loppet vanns av Jim Paschal i en Plymouth på tiden 3:52.41 körande för Petty Enterprises. Paschals snitthastighet var 64,489 mph. Han var vid målgång ensam förare på ledarvarvet, fyra varv före tvåan Richard Petty. Prispotten uppgick till 13 155 dollar, varav 3 250 dollar gick till segraren. Publikantalet uppgick till 12 596 personer.

## Resultat
| Plc     | Nr  | Förare           | Team/ bilägare        | Konstruktör | Start | Varv | Ledda varv |
| ------- | --- | ---------------- | --------------------- | ----------- | ----- | ---- | ---------- |
| 1       | 42  | Jim Paschal      | Petty Enterprises     | Plymouth    | 3     | 500  | 307        |
| 2       | 43  | Richard Petty    | Petty Enterprises     | Plymouth    | 2     | 496  | 135        |
| 3       | 87  | Buck Baker       | Buck Baker Racing     | Chrysler    | 9     | 193  | 12         |
| 4       | 8   | Joe Weatherly    | Bud Moore Engineering | Pontiac     | 10    | 489  | 0          |
| 5       | 2   | Tom Cox          | Cliff Stewart Racing  | Pontiac     | 11    | 471  | 0          |
| 6       | 1   | George Green     | Jess Potter           | Chevrolet   | 13    | 463  | 0          |
| 7       | 19  | Herman Beam      | Herman Beam           | Ford        | 16    | 452  | 0          |
| 8       | 36  | Larry Thomas     | Wade Younts           | Dodge       | 12    | 422  | 0          |
| 9       | 11  | Ned Jarrett      | B.G. Holloway         | Chevrolet   | 8     | 287  | 0          |
| 10      | 62  | Curtis Crider    | Curtis Crider         | Mercury     | 17    | 384  | 0          |
| 11      | 48  | G.C. Spencer     | GC Spencer Racing     | Chevrolet   | 5     | 357  | 0          |
| 12      | 149 | Bob Welborn      | J.C. Parker           | Pontiac     | 15    | 333  | 0          |
| 13      | 61  | Sherman Utsman   | Sherman Utsman        | Ford        | 6     | 330  | 0          |
| 14      | 79  | Ralph Smith      | Ralph Smith           | Chevrolet   | 24    | 292  | 0          |
| 15      | 34  | Wendell Scott    | Scott Racing          | Chevrolet   | 19    | 244  | 0          |
| 16      | 54  | Jimmy Pardue     | Jimmy Pardue          | Pontiac     | 4     | 204  | 0          |
| 17      | 46  | Johnny Allen     | Fred Lovette          | Pontiac     | 1     | 179  | 46         |
| 18      | 47  | Jack Smith       | Jack Smith            | Pontiac     | 7     | 119  | 0          |
| 19      | 22  | Fireball Roberts | Jim Stephens          | Pontiac     | 20    | 78   | 0          |
| 20      | 49  | Nero Steptoe     | J.C. Parker           | Pontiac     | 18    | 78   | 0          |
| 21      | 86  | Buddy Baker      | Buck Baker Racing     | Chrysler    | 14    | 60   | 0          |
| 22      | 60  | Harold Carmac    | Ray Herlocker         | Plymouth    | 22    | 12   | 0          |
| 23      | 63  | Earl Brooks      | Curtis Crider         | Mercury     | 23    | 2    | 0          |
| 24      | 41  | Joe Lee Johnson  | i.u.                  | Pontiac     | 25    | 2    | 0          |
| 25      | 74  | Hank Grilliot    | i.u.                  | Studebaker  | 21    | 1    | 0          |
| Källor: |     |                  |                       |             |       |      |            |